# Desierto Líbico
El desierto Líbico o desierto Libio (en árabe: الصحراء الليبية‎) se encuentra ubicado al noreste del desierto del Sahara. Ocupa la zona occidental del Nilo en Egipto (de allí el término «Desierto Occidental» que describe su porción egipcia), la zona oriental de Libia y el noroeste de Sudán al lado del desierto de Nubia. Cubre un área de 1 100 000 km², se extiende 1100 km de este a oeste y 1000 km de norte a sur, en forma de un rectángulo. Como la mayor parte del Sahara, el desierto está compuesto principalmente de arena y hamada o planicie rocosa.
La región se caracteriza por llanuras de arena, dunas, cadenas de cerros y algunas depresiones, sin ningún río en la zona. El desierto de Gilf al-Kebir alcanza una altitud de solo 1000 metros y forma, junto con el macizo cercano de Jebel Uweinat, una llanura de arena, con mesetas bajas y dunas.
Existen ocho depresiones al este del desierto Líbico y todas son consideradas oasis, excepto la más pequeña, depresión de Qattara, debido a que sus aguas son saladas. En las otras siete depresiones, se encuentra una producción agrícola limitada, la presencia de algunos recursos naturales y asentamientos permanentes. Asimismo, todos estos oasis cuentan con agua fresca provista por el río Nilo o por pozos de agua subterráneos.
El oasis de Siwa, cercano a la frontera libia y al oeste de Qattara, está aislado del resto de Egipto, pero alberga vida sostenible desde tiempos antiguos. Waw an Namus, al centro de Libia, es un volcán extinto con charcos llenos de juncos en su cráter, pero sin cultivos o moradas. Los otros oasis principales incluyen a Dakhla en Egipto, y Al Jaghbub y Kufra en Libia. Con excepción de Kufra, forman una cadena topográfica de cuencas que se extiende desde El Fayum (algunas veces denominada la Depresión Fayum que se ubica a 60 km al suroeste de El Cairo), al sur de los oasis de Bahariya, Farafra y Dakhla antes de llegar al oasis más grande del país, El Jariyá. El lago de agua salobre Moeris drena el agua hacia el Nilo desde tiempos antiguos y llega por el norte hasta el oasis de Al Fayum. Por siglos, los pozos artesianos en el oasis de Fayum han permitido un cultivo extensivo en un área irrigada que se extiende por más de 2100 km².

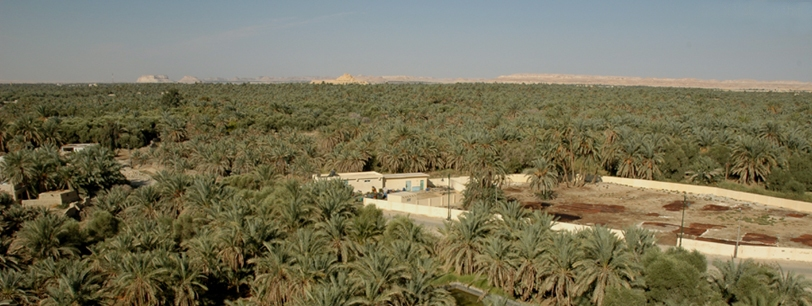
Oasis de Siwa.

## Gilf Kebir
La meseta de Gilf Kebir se eleva alrededor de 1.100 metros por el sur y se encuentra en la esquina suroeste de Egipto. Es similar en estructura a otras mesetas de arenisca en el Sahara central, elevándose por su extremo sur sobre acantilados escarpados separados por uadis. La parte norte es más abrupta y contiene tres grandes uadis, de los cuales Wadi Hamra y Adb el Malik son los más distintivos. Aquí hay poca vegetación, pero existe una profusión de artefactos neolíticos y arte rupestre. De hecho, Gilf y Uweinat son consideradas como los ejemplos más ricos de arte rupestre en el Sahara.

## Exploraciones modernas

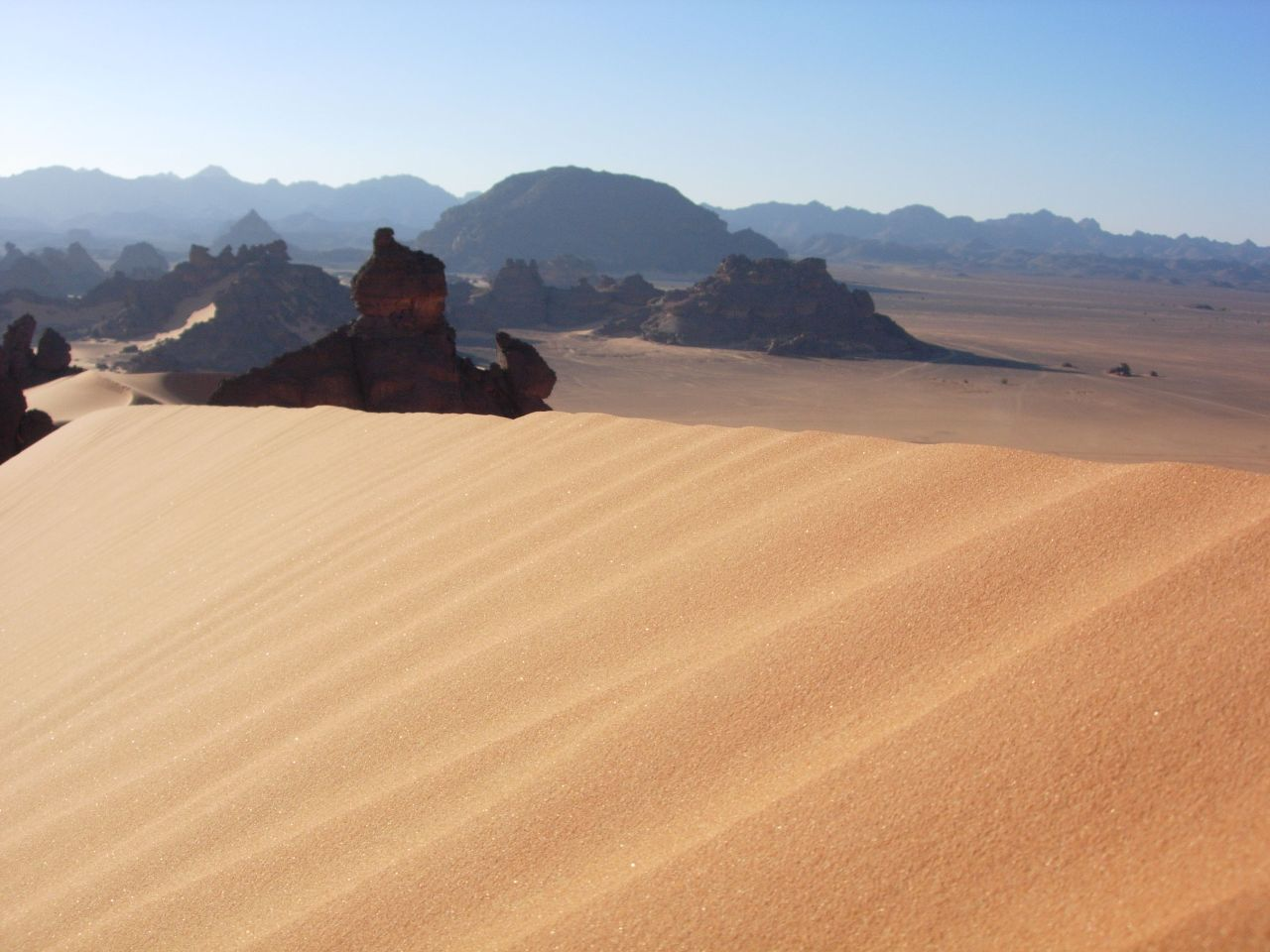
Paisaje del desierto al sur de Libia.

El Sahara sería atravesado a partir de la Edad Media mayormente por comerciantes musulmanes, nativos, peregrinos y exploradores, de los cuales el más conocido es Ibn Battuta. El primer explorador europeo del Sahara fue el alemán Friedrich Gerhard Rohlfs. En sus expediciones de 1865, debió enfrentar gran resistencia de los nativos de los oasis y reinos que visitaba. Debido a la gran resistencia contra todos los exploradores europeos de la época, especialmente por parte de Senussis Ikhwan, Rohlfs solo regresó con pocos descubrimientos importantes que incluían un primer mapa inexacto del Desierto Líbico.
No fue hasta 1924, cuando Ahmed Hassanein emprendió una expedición de 3.500 km con una caravana de camellos, que los primeros mapas precisos fueron dibujados y que la montaña de Jebel Uweinat con manantiales en su base fue descubierta. Hassanein escribió importantes relatos sobre la secta senussi, los cuales plasmó en su libro Los oasis perdidos que explican el estilo de vida y costumbres de la región. Ralph Bagnold también enriqueció en gran medida el conocimiento del área, así como las técnicas en desarrollo todavía utilizadas hoy en día para manejar automóviles en la arena, dado que realizó muchas jornadas en los años 1920 y 1930 con Fords modelo T.

## Curiosidades
En 1935, el famoso aviador y escritor francés Antoine de Saint-Exupéry se estrelló en la región norte del Desierto Líbico. Tras el accidente, él y el mecánico de su aeroplano casi mueren de sed antes de ser rescatados por un nómada. Este evento es descrito en su libro Tierra de hombres.
La Cueva de los Nadadores, que aparece en la película El paciente inglés, está ubicada en el Wadi Sora, descubierta en la vida real por László Almásy en los años 1930. Las denominadas 'figuras nadando' se encuentran en mal estado, pero en fecha tan tardía como 2002 se halló una nueva cueva espectacular, la Cueva de las Bestias, en la cual se encuentran imágenes nunca antes vistas de imaginería prehistórica. A ello han seguido nuevos descubrimientos, como aquel al norte de Gilf, entre las dunas periféricas al sur del Gran Mar de Arena, que es un campo de vidrio del desierto libio o "desierto esmeralda", una de cuyas piezas fue hallada recientemente representada en una pieza de joyería de Tutankamón.